# Aire d'attraction de Pleyben - Châteaulin
L'aire d'attraction de Pleyben - Châteaulin est un zonage d'étude défini par l'Insee pour caractériser l’influence de la commune de Pleyben sur les communes environnantes.

## Définition
L'aire d'attraction d'une ville est composée d’un pôle, défini à partir de critères de population et d’emploi ainsi que d’une couronne constituée des communes dont au moins 15 % des actifs travaillent dans le pôle. Le pôle d’attraction constitue ainsi un point de convergence des déplacements domicile-travail,.

## Type et composition
L’aire d'attraction de Pleyben - Châteaulin est une aire intra-départementale qui comporte 18 communes dans le Finistère. 
Elle est catégorisée dans les aires de moins de 50 000 habitants.
Dans la région, la population est relativement peu concentrée dans les pôles. Ainsi, moins d’un tiers de la population y vit contre plus de la moitié au niveau national. Ce n’est pas le cas pour l’aire d'attraction de Pleyben qui présente une population de 26 103 habitants localisés dans la région et dont 54 % résident dans le pôle.
En Bretagne, la population augmente de 0,6 % par an en moyenne entre 2007 et 2017 (+ 0,5 % en France). Pour l’aire de Pleyben, elle est de 0,2 %. Le nombre d’emplois présents dans l’aire d’attraction est de 10 775.

### Carte

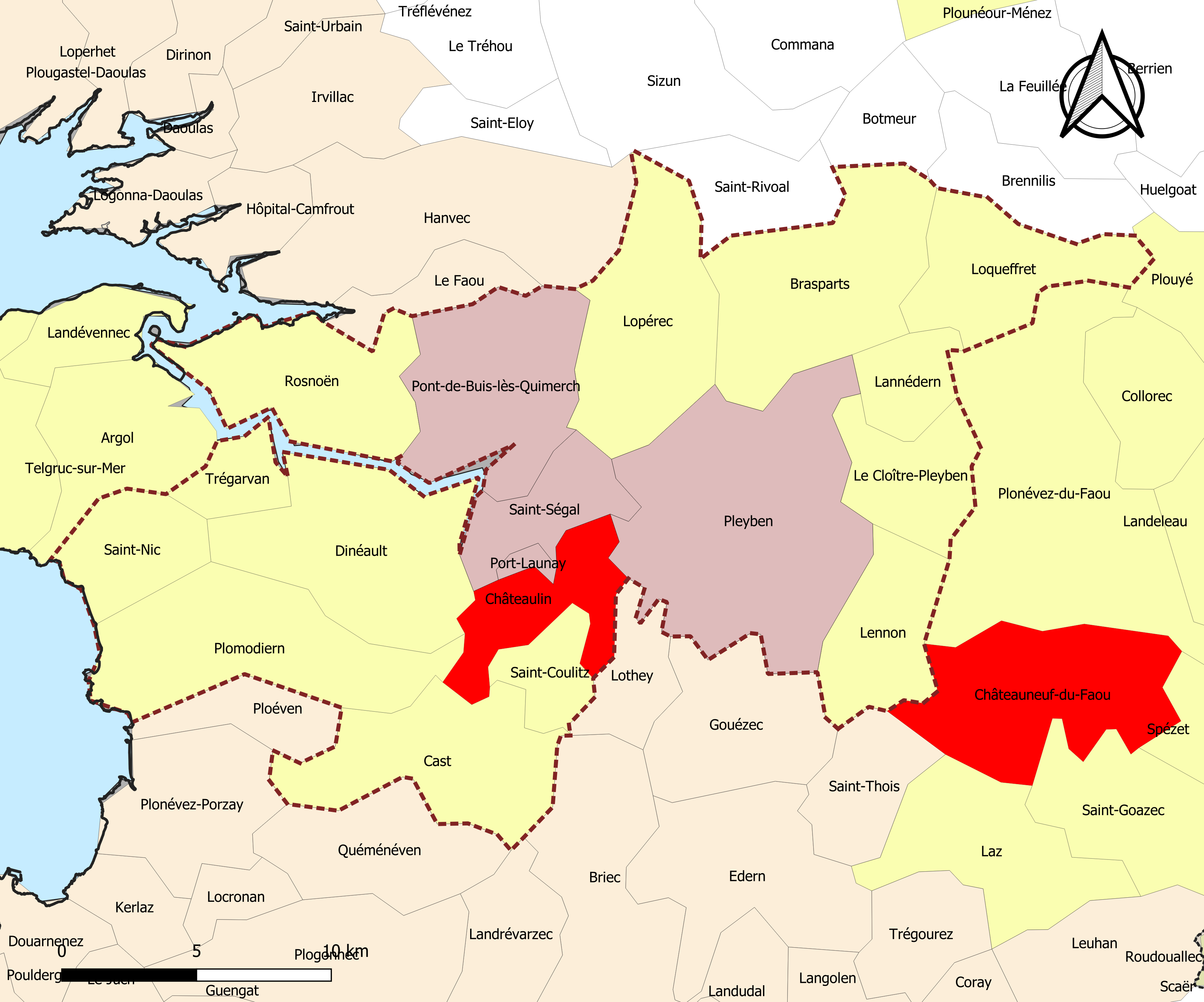
Carte de l'aire d'attraction de Pleyben.
Commune-centre
Commune du pôle principal
Commune de la couronne

### Composition communale
| Nom                         | Code Insee | Département | Statut                    | Superficie (km2) | Population (dernière pop. légale) | Densité (hab./km2) | Modifier                                    |
| --------------------------- | ---------- | ----------- | ------------------------- | ---------------- | --------------------------------- | ------------------ | ------------------------------------------- |
| Châteaulin (commune-centre) | 29026      | Finistère   | commune-centre            | 20,81            | 5 106 (2022)                      | 245                | modifier les données · modifier les données |
| Pleyben                     | 29162      | Finistère   | commune du pôle principal | 76,04            | 3 649 (2022)                      | 48                 | modifier les données · modifier les données |
| Port-Launay                 | 29222      | Finistère   | commune du pôle principal | 2,00             | 396 (2022)                        | 198                | modifier les données · modifier les données |
| Saint-Ségal                 | 29263      | Finistère   | commune du pôle principal | 16,20            | 1 183 (2022)                      | 73                 | modifier les données · modifier les données |
| Pont-de-Buis-lès-Quimerch   | 29302      | Finistère   | commune du pôle principal | 41,39            | 3 571 (2022)                      | 86                 | modifier les données · modifier les données |
| Brasparts                   | 29016      | Finistère   | commune de la couronne    | 46,69            | 1 055 (2022)                      | 23                 | modifier les données · modifier les données |
| Cast                        | 29025      | Finistère   | commune de la couronne    | 37,66            | 1 557 (2022)                      | 41                 | modifier les données · modifier les données |
| Le Cloître-Pleyben          | 29033      | Finistère   | commune de la couronne    | 20,42            | 508 (2022)                        | 25                 | modifier les données · modifier les données |
| Dinéault                    | 29044      | Finistère   | commune de la couronne    | 45,96            | 1 858 (2022)                      | 40                 | modifier les données · modifier les données |
| Lannédern                   | 29115      | Finistère   | commune de la couronne    | 12,43            | 321 (2022)                        | 26                 | modifier les données · modifier les données |
| Lennon                      | 29123      | Finistère   | commune de la couronne    | 22,94            | 801 (2022)                        | 35                 | modifier les données · modifier les données |
| Lopérec                     | 29139      | Finistère   | commune de la couronne    | 39,49            | 832 (2022)                        | 21                 | modifier les données · modifier les données |
| Loqueffret                  | 29141      | Finistère   | commune de la couronne    | 27,40            | 338 (2022)                        | 12                 | modifier les données · modifier les données |
| Plomodiern                  | 29172      | Finistère   | commune de la couronne    | 46,74            | 2 254 (2022)                      | 48                 | modifier les données · modifier les données |
| Rosnoën                     | 29240      | Finistère   | commune de la couronne    | 33,64            | 993 (2022)                        | 30                 | modifier les données · modifier les données |
| Saint-Coulitz               | 29243      | Finistère   | commune de la couronne    | 11,22            | 471 (2022)                        | 42                 | modifier les données · modifier les données |
| Saint-Nic                   | 29256      | Finistère   | commune de la couronne    | 18,03            | 756 (2022)                        | 42                 | modifier les données · modifier les données |
| Trégarvan                   | 29289      | Finistère   | commune de la couronne    | 9,68             | 127 (2022)                        | 13                 | modifier les données · modifier les données |